# Gonzalo Curiel (Komponist)
Gonzalo Curiel Barba (* 10. Januar 1904 in Guadalajara; † 4. Juli 1958 in Mexiko-Stadt) war ein mexikanischer Pianist und Komponist.

## Leben
Curiel kam 1917 mit seiner Familie nach Kalifornien und studierte in Los Angeles Klavier und Musiktheorie bei Zez Confrey. Auf Wunsch seines Vaters nahm er 1922 ein Medizinstudium in Guadalajara auf, entschied sich 1927 aber doch für eine musikalische Laufbahn. In diesem Jahr schloss er sich einem Gesangstrio an, dem er drei Jahre angehörte.
1931 ging er nach Mexiko-Stadt, wo er im Folgejahr das Vokalquartett Los Caballeros de la Armonía gründete, mit dem er im Rundfunk debütierte. Der Radiosender XEW engagierte ihn 1935 als Pianist. Dort lernte er Alfonso Ortiz Tirado kennen, den er als Pianist auf einer Konzerttournee durch Mexiko begleitete. In dieser Zeit entstanden auch seine ersten erfolgreichen Kompositionen wie He querido olvidar und Dime (interpretiert von José Mojica).
Er gründete dann eine neue Gruppe mit Ciro Calderón, Emilio Tuero und den Brüdern Pablo und Carlos Martínez Gil und 1933 das Instrumentalensemble Los Trovadores de Ensueño, aus dem 1940 das Tanzorchester El Escuadrón del Ritmo hervorging. Mit diesem und den Solosängerinnen Adelina García und Lidya Fernández unternahm er Konzerttourneen durch Mexiko und die USA (1940), Brasilien und Argentinien (1941) sowie Chile (1941–42). 
Nach seiner Rückkehr 1942 begann seine Aktivität als Filmmusikkomponist. Er schrieb Musik für insgesamt mehr als 180 Filme, wirkte an den Filmen Cita con la muerte, Payasadas de la vida und  Dancing mit seinem Orchester mit und wurde für seine Musik zu Eugenia Grandet mit einem Premio Ariel ausgezeichnet und für Vainilla, Bronce y Morir (1958) für einen Ariel nominiert. Curiel war Gründer des Orquesta de la Unión Filarmónica de México und Gründungsmitglied der mexikanischen Urheberrechtsorganisation SACM (Sociedad de Autores y Compositores de México), deren Präsident er für zwei Wahlperioden war.
Neben den Filmmusiken komponierte Curiel etwa 250 Lieder nach überwiegend eigenen und nach Texten von José Díaz Mirón Castilla, Alfonso Espirú, Alfonso Herrera und Gabriel Luna de la Fuente. Berühmt wurde sein  Song Vereda tropical, der auch in englischer, französischer, italienischer und deutscher Sprache aufgenommen wurde. Außerdem komponierte er sinfonische Werke und drei Klavierkonzerte.
Für seine künstlerische Leistung wurde Curiel 1953 von Agustín Yáñez, dem Gouverneur von Jalisco, ausgezeichnet. Nach seinem Tod in Folge eines Herzinfarkts 1958 folgten zahlreiche posthume Ehrungen. Mehrere Straßen und Alleen in mexikanischen Städten wurden nach ihm benannt, an seinem Geburtshaus wurde eine Gedenktafel angebracht, und sein Name ist auf einer 2001 von der Regierung von Jalisco für die berühmtesten Söhne der Provinz enthüllten Gedenkmauer verzeichnet.